# Bull spread
Bull Spread, no jargão do mercado financeiro, refere-se à expectativa de que um ativo de baixo valor venha a ter um aumento de preço. O termo bullish (do inglês bull: 'touro') significa 'esperançoso', 'confiante', 'otimista' com relação a algum evento futuro - em oposição a bearish, de bear, 'urso', que se refere à expectativa de queda dos preços das ações.
No mercado de opções, bull spread é uma estratégia otimista, de expansão vertical concebida para lucrar com um aumento moderado do preço do ativo subjacente. Dada a paridade put-call, (compra- venda), a bull spread pode ser construída usando  tanto as opções de compra(bull call spread) como as opções de venda(bull put spread). 
Perto de Wall Street, onde se encontra a bolsa de valores de  Nova Iorque, existe a estátua de um touro  - o charging bull, também chamado touro de Wall Street, escultura realizada pelo artista siciliano Arturo Di Modica (1941) e colocada junto ao Bowling Green Park, nas proximidades da  bolsa de Nova York, em Wall Street.